# Stanislas Idzikowski
Stanislas Idzikowski, all'anagrafe Stanisław Idzikowski (Varsavia, 1894 – Londra, 12 febbraio 1977) è stato un ballerino e maître de ballet polacco.

## Biografia
Stanisław Idzikowski cominciò a studiare danza all'età di dieci anni alla scuola del Grande Teatro-Opera Nazionale, dove fu allievo di Enrico Cecchetti. All'età di sedici anni si trasferì a Londra, dove anglicizzò il proprio nome in "Stanislas" e cominciò a danzare nei teatri del West End. Nel 1912 si unì alla compagnia itinerante di Anna Pavlova, grazie a cui conobbe Sergej Pavlovič Djagilev; fu lo stesso Cecchetti a raccomandare Idzikowski a Djagilev per i ralletti russi, di cui scalò rapidamente i ranghi fino a diventarne primo ballerino.
Grazie alla sua tecnica eccellente, cominciò a danzare nei ruoli di Vaclav Fomič Nižinskij, tra cui quelli dei protagonisti in Le Carnaval, Lo spettro della rosa e Petruška. Nel 1921 danzò per la prima volta nel ruolo che sarebbe divenuto il suo cavallo di battaglia, quello dell'uccello azzurro ne La bella addormentata, in cui eccelleva grazie alla statura modesta e apprezzatissime batterie. Si affermò anche come apprezzato caratterista nelle nuove creazioni di Léonide Massine, tra cui Kikimora (1916), Les Femmes de Bonne Humeur (1917), Le Tricorne (1919), La boutique fantasque (1919) e Pulcinella (1920), oltre che in Le Ranard (1923) di Bronislava Fominična Nižinskaja. Nel 1922 scrisse insieme al critico britannico Cyril W. Beaumont un influente libro sul Metodo Cecchetti.
Nel 1924 si prese una pausa dai Balletti russi per danzare al London Coliseum e poi con i rivali parigini di Djagilev, Soirées de Paris, insieme a Lidija Vasil'evna Lopuchova. Dopo la morte di Djagilev, cominciò a collaborare con il Vic-Wells Ballet di Ninette de Valois, che sarebbe diventato il Royal Ballet. Con il diradarsi dell'attività sulle scene, cominciò a dedicarsi all'insegnamento: nel 1933 aprì un proprio studio e a Londra insieme a Wanda Evina, sua compagna dal 1916, mentre tra la fine degli anni trenta e i primi anni quaranta fu il maestro di balletto dell'International Ballet di Mona Inglesby. Margot Fonteyn lo ricordò come il suo insegnante preferito.
Dopo la morte della compagna nel 1966, Idzikowski si ritirò a vita privata e morì undici anni più tardi.

## Opere
- Cyril W.Beaumont, Stanislas Idzikowski, Fare danza, Teoria e pratica del metodo Cecchetti, a cura di Flavia Pappacena, I vol., Roma, Gremese, 1984 (Biblioteca delle Arti) (II. ed. riveduta e corretta: 1991; III. ed.: PBA, 2001)